# 富田麻帆
富田 麻帆（とみた まほ、本名・旧芸名：冨田 麻帆（読み同じ）、1987年6月1日 - ）は、日本の舞台女優、声優、歌手、グラビアアイドル。東京都出身。サンズエンタテインメント所属。

## 概要
サンズエンタテインメント所属前までは、長らく本名「冨田麻帆」名義で活動していたが、所属後「富田麻帆」に改名した。趣味・特技は、映画鑑賞・タップダンス・ジャズダンスである。
ミュージカル「ギャラクシーエンジェル」の共演メンバー（小出由華・小野まりえ・白川りさ・明坂聡美・中山恵里奈）とは、既に3舞台・3年間に渡って組んでいるため、公私共に仲が良い。
「レ・ミゼラブル」の記者会見に於いて「（日本で）レ・ミゼが始まった年に生まれた」と発言して、初期から出演しているベテラン俳優を動揺させた。
芸能人女子フットサルチーム「carezza」で活動していたが、2007年をもって退団した。呼称については単に下の名前で呼ばれることが多いため、ラジオなどでニックネームの質問をされると「まほまほ」と答えていることが多い。ちなみに、ブログでは「とみたま」という呼称を用いることがあり、彼女のサポートを行なっている事務局は「とみたま事務局」という。
バンド活動も行なっていた。バンド名は「富田麻帆と音御魂~NMN~」で、ファンからバンド名を募集し、その中から選ばれたもの。「音御魂」は「おとみたま」と読み、「富田麻帆（TOMITA MAHO）」の最後の「O」を先頭に持ってきて「音御魂（OTO MITAMAH）」と読むアナグラムである。

## 出演

### テレビドラマ
- 透明人間（1996年4月 - 7月、日本テレビ） - 庭野梅 役
- ライオン先生（2003年10月 - 12月、読売テレビ） - 広瀬さやか 役
- どんまい!（NHK） - キャプテン 役
- 11通の…出せなかったラブレター（2005年3月19日、ABC） - 大橋沙希子 役
- NHK広島放送局開局80年ドラマ帽子（2008年8月2日、NHK広島） - 高山優 役
- ドラマ8 ゴーストフレンズ 第1話（2009年4月2日、NHK） - 小牧香菜子 役
- 土曜時代劇 まっつぐ〜鎌倉河岸捕物控〜 第5話（2010年5月29日、NHK） - お菊 役
- 土曜ワイド劇場 法医学教室の事件ファイル32（2011年1月22日、テレビ朝日） - 倉田智子（23年前） 役
- 風の少年〜尾崎豊 永遠の伝説〜（2011年3月21日、テレビ東京）
- 月曜ゴールデン 十津川警部シリーズ 45「志賀高原殺人事件〜黒姫伝説の謎〜」（2011年10月10日、TBS） - 吉田やよい 役
- プレミアムドラマ 恋愛検定 第2話（2012年6月10日、NHK BSプレミアム） - 古瀬真帆 役
- お助け屋☆陣八 第6話（2013年2月14日、読売テレビ） - モモコ 役
- 土曜ドラマスペシャル 実験刑事トトリ2 第3話（2013年10月26日、NHK） - アシスタント 役

### 映画
- ハルキWebシネマ「次は殺す」（2007年4月6日、松永好訓監督）  - カホ 役
- 幸福の食卓（2007年1月27日、小松隆志監督） - 佐々木智恵 役
- 新宿区歌舞伎町保育園（2009年1月、ゴー・シネマ） - 美佳 役
- 浅草堂酔夢譚（2011年9月3日）
- Seeyou（2012年、ゆうばり国際ファンタスティック映画祭2012 ワールドプレミア上映作品）
- 紅葉橋（2018年8月18日 - 19日、墨田区プレミア上映会）
- 神と恩送り、（2025年9月5日公開予定） - 福原愛衣 役[3]

### ミュージカル
- 明治生命ミュージカル「ANNIE」（1993年、青山劇場、演出：篠崎光正） - モリー 役
- バンダイミュージカル「大草原の小さな家」（1994年） - キャリー 役
- 「スクルージ 」（青山劇場）（1995年、青山劇場） - マーサ・クラチット 役
- 東宝ミュージカル「王様と私」（1996年、日生劇場） - イン・ヤオラック王女 役
- 明治生命ミュージカル「ANNIE」（1997年、青山劇場 、演出：篠崎光正） - アニー 役（毎年テレビ放送されていたアニーのオーディションからレッスンの映像では、あの厳しい篠崎さんからほとんどダメだしをもらわなかった伝説的アニーとしてファンからは知られている）
- 東宝ミュージカル「サウンド・オブ・ミュージック」（1998年、日生劇場） - ブリギッタ 役
- 「ハウ・ツー・デイト2」（1998年、シアターアプル） - 水田なつみ 役
- 劇団四季「ライオンキング」（1998年12月- 2000年6月、四季劇場 春） - ヤングナラ 役
- 「ココスマイル2 」（2000年8月、新国立劇場 小ホール） - ココ 役
- 「長靴をはいたネコ」（2000年11月、シアターアプル） - イリヤ姫 役
- 「ココスマイル2 」（2001年4月、新国立劇場 小ホール） - マコト 役
- 「GANg」（2002年4月、セシオン杉並） - リリー 役
- 「ココスマイル3 」（2002年8月、博品館劇場） - ワカナ 役
- 「I2」（2002年） - 妖精 役
- 「BEST DREAM」（2002年） - 飯野未来 役
- 「プリプリプリーズ」（2002年12月） - 眠り姫 役
- 雅MIYABIステージ「開花」（2004年7月、博品館劇場）
- 雅MIYABIステージ「百花繚乱」（2004年10月、博品館劇場）
- ミュージカル「ギャラクシーエンジェル」（2005年3月16日 - 22日、紀伊國屋サザンシアター） - ミルフィーユ・桜葉 役
- ミュージカル「ギャラクシーエンジェル Re-MIX」（2005年12月7日 - 11日、博品館劇場） - ミルフィーユ・桜葉 役
- 「BAT BOY」（2006年1月、東京厚生年金会館） - ルーシー 役
- ミュージカル「ギャラクシーエンジェル ディナーショー 」（2006年12月、サンシャインシティプリンスホテル） - ミルフィーユ・桜葉 役
- 東宝ミュージカル 「Les Misérables」（2007年6月 - 8月、帝国劇場） - コゼット 役
- 東宝ミュージカル 「Les Misérables」（2007年9月 - 10月、博多座） - コゼット 役
- スーパーミュージカル「聖闘士星矢」（2011年7月28日 - 31日、全労済ホール スペース・ゼロ） - アテナ・城戸沙織 役
  - スーパーミュージカル「聖闘士星矢」再公演（2011年12月22日 - 25日、天王洲銀河劇場） - アテナ・城戸沙織 役
- ニコニコミュージカル第7弾「源氏物語」（2011年11月16日 - 23日、全労済ホール スペース・ゼロ） - 紫の上 役
- マクロス ザ・ミュージカルチャー （2012年10月3日 - 8日、東京ドームシティーホール） - シャルロット・マリオン＝グラス 役
- ニコニコミュージカル第10弾「千本桜」（2013年3月、銀座博品館劇場） - 巡音流歌 役
- ミュージカル「薄桜鬼」〜風間千景篇〜 （2014年5月16日 - 18日、新神戸オリエンタル劇場 / 5月23日 - 6月1日、シアター1010） - 雪村千鶴 役
- ミュージカル「ファウスト～愛の剣士たち～」（2014年6月27日 - 7月7日、アイアシアタートーキョー / 7月11日 - 13日、森ノ宮ピロティホール） - ミカエル 役
- ミュージカル「Trails」（2015年1月28日 - 2月1日、シアターグリーン BIG TREE THEATER） - エイミー 役
- ミュージカル「プロパガンダ・コクピット」（2019年4月18日 - 22日、光が丘IMAホール） - ユズ 役
- 音楽劇「モンテ・クリスト伯」～黒き将軍とカトリーヌ～（2020年8月16日 - 23日、明治座） - マリー / エデ姫 役
- ミュージカル「 シデレウス 」（2022年6月17日〜6月30日、自由劇場）-マリア 役
- 音楽劇「まほろばかなた」（2022年10月28日 - 11月6日、天王洲銀河劇場） - お雅 役
- キ上の空論「人骨のやらかい」（2025年6月12日 - 17日、紀伊國屋サザンシアター TAKASHIMAYA）[4]

### 舞台
- 「手紙」(東野圭吾)（2008年4月、シアターアプル / メルパルク大阪 / 中京大学文化市民会館） - 白石由美子 役
- ケイダッシュステージ「ダブルブッキング」 （2008年7月、紀伊国屋ホール / シアターTOPS（同時公演）） - 豊原仁美 役
- 青猫物語（2008年9月、シアタークリエ） - 兼谷葉子 役
- Last Dance,First Song（2009年6月16日 - 19日、六行会ホール） - 田中千春 役
- 赤と黒（2009年10月1日 - 11日、赤坂RED THEATER） - マチルド 役
- イチマツ・タエコ（2010年7月22日 - 25日 、シアターグリーン BASE THEATER） - 森欄 役
- 東京バーグ（2010年9月24日 - 10月10日、東京バーグ）
- ゴジゲン「神社の奥のモンチャン」（2011年2月2日 - 6日、座・高円寺1）
- Func A ScanparS 007「僕の後悔はジュリアナ」（2011年3月31日 - 4月3日、シアタートラム）
- 美川憲一のおだまり!劇場（2013年5月9日 - 16日、中日劇場）
- ペルソナ3 the Weird Masquerade～青の覚醒〜（2014年1月8日 - 12日、シアターGロッソ） - 岳羽ゆかり 役
- SOLID STARプロデュースVol.1「ミニチュア!!」（2014年3月19日 - 23日、新宿 SPACE107） - 小平菜々子 役
- ペルソナ3 the Weird Masquerade～群青の迷宮〜（2014年9月16日 - 23日、シアター1010） - 岳羽ゆかり 役
- 新撰組土方蔵三回顧録「誰がためにか 吾は斬る」（2015年3月5日 - 6日、伝承ホール） - 平助 役
- 舞台「ザ・フルーツ」（2015年4月16日 - 17日、かめありリリオホール） - 大泉キャサリン 役
- ペルソナ3 the Weird Masquerade〜蒼鉛の結晶〜（2015年6月5日 - 13日、シアターGロッソ） - 岳羽ゆかり 役
- 結婚しない女たち～京都室町はんなりハウス～（2015年9月4日 - 21日、大阪 新歌舞伎座）
- 舞台「天晴れオコちゃん」（2015年11月28日 - 29日、亀有リリオホール）
- おん・すてーじ「真夜中の弥次さん喜多さん」（2016年1月10日 - 17日、シアターGロッソ / 1月22日 - 24日、サンケイホールブリーゼ）- ジャンヌダルク 役[5]
- 舞台「下天の華 夢灯り」（2016年5月13日 - 23日、全労済ホール スペース・ゼロ） - ほたる 役
- おとめ妖怪ざくろ （2017年1月18日 - 25日、全労済ホール スペース・ゼロ） - 鬼灯 役[6]
- ドラゴンクエストライブスペクタクルツアー（2016年7月 - 8月、さいたまスーパーアリーナ / マリンメッセ福岡 / 日本ガイシホール / 大阪城ホール / 横浜アリーナ） - ビアンカ 役
- ナイスコンプレックス N27『キスより素敵な手を繋ごう』（2017年2月22日 - 26日、あうるすぽっと） - 長谷川一恵 役
- ペルソナ3 the Weird Masquerade〜藍の誓約〜（2017年4月14日 - 23日　シアターGロッソ） - 岳羽ゆかり 役
- ペルソナ3 the Weird Masquerade〜碧空の彼方へ〜（2017年4月19日 - 23日　シアターGロッソ）- 岳羽ゆかり 役
- 東京喰種（2017年6月29日 - 7月4日、シアター1010 / 7月8日 - 9日、梅田芸術劇場シアター・ドラマシティ） - イトリ 役
- Produce team Office54 朗読劇「学園デスパネル」（2017年8月11日、座・高円寺2）
- 少女☆歌劇 レヴュースタァライト -The LIVE- #1（2017年9月22日 - 24日、AiiA 2.5 Theater Tokyo） - 天堂真矢 役[7]
- 勇者セイヤンの物語(仮)（2017年11月8日 - 12日） - キャラメロン 役
- Otona Project第十一弾 演劇ユニット【爆走おとな小学生】第三回特別授業「ヲトメ噺～女学生見聞録鍵奇譚～」（2017年12月16日）- 日替わりゲスト
- 少女☆歌劇 レヴュースタァライト -The LIVE- #1 revival（2018年1月6日 - 8日、AiiA 2.5 Theater Tokyo） - 天堂真矢 役
- Otona Project第十五弾 演劇ユニット【爆走おとな小学生】第四回特別授業「こっちにおいで、ジョセフィーヌ」（2018年5月16日 - 20日、新宿村LIVE） - マザーJ 役
- Otona Project第十七弾 演劇ユニット【爆走おとな小学生】第七回全校集会「勇者セイヤンの物語～ノストラダム男の大予言～」（2018年7月25日 - 29日、CBGKシブゲキ!!） - 草2 役
- 少女☆歌劇 レヴュースタァライト -The LIVE- #2 Transition（2018年10月13日 - 21日、天王洲 銀河劇場） - 天堂真矢 役
- Otona Project第二十一弾 演劇ユニット【爆走おとな小学生】第八回課外授業「CRIMINAL」（2019年1月4日 - 6日、新宿村LIVE） - 菊池真美 役
- OH,MY GODDESS!!〜あなたが望むなら〜（2019年1月16日 - 20日、銀座博品館劇場） - ヘルメス 役
- 舞台「プロジェクト東京ドールズ」（2019年2月27日 - 3月10日、新宿村LIVE） - ミサキ 役[8]
- Otona Project第二十二弾 演劇ユニット【爆走おとな小学生】第八回全校集会「舞台版「魔法少女（？）マジカルジャシリカ」☆第壱磁マジカル大戦☆」（2019年3月13日 - 17日、シアターサンモール） - 伝説の魔法少女 マジカルシリンダー 役
- 少女☆歌劇 レヴュースタァライト -The LIVE-  #2 revival（2019年7月12日 - 15日、舞浜アンフィシアター） - 天堂真矢 役
- ナイスコンプレックス N30 フリーカル「YAhHoo!!!!」（2019年9月7日 - 8日、いわきPIT / 9月12日 - 16日、新宿村LIVE） - 西洋木蔦 役
- 舞台「キャッシュ・オン・デリバリー」（2019年10月10日 - 14日、品川プリンスホテル クラブeX） - リンダ・スワン 役
- toshiLOG vol.4 朗読劇「あの星に願いを」（2019年11月6日 - 10日、新宿シアターブラッツ(THEATER BRATS)） - 山口星羅 役
- 舞台「DARKNESS HEELS～THE LIVE～SHINKA」（2019年12月5日 - 15日、CBGKシブゲキ!!） - エメリ・アメリ 役
- 劇団わ本公演「Happy Spell」（2020年1月7日 - 12日、新宿村LIVE） - ニュート 役
- 朗読劇「〜Anniversary Tree〜 バレンタインキューピッド / 雪だるま」（2020年1月23日 - 26日、中野MOMO） - 国府田サキ 役
- クローバークラブ-Second Leaf-（2020年3月18日 - 29日、エビス駅前バー） - 飯田紫苑 役
- 朗読劇「星降る街」（2020年7月7日 - 13日、OPENREC生配信） - 詩織 役
- 舞台「アサルトリリィ The Fateful Gift」（2020年9月3日 - 13日、東京建物Brillia HALL） - 司馬燈 役
- 舞台「キューティーハニー The Live 秋の文化祭!!!」（2020年9月30日 - 10月4日、シアター1010） - ブラックハニー 役
- 落語「酔狂落語」（2020年11月7日 - 8日、千代田区立内幸町ホール）
- ピウス企画「オールドメイド」（2020年11月26日 - 12月6日、中野ザ・ポケット） - 平林羽純 役
- 朗読劇「Candle Story」（2020年12月16日・18日・19日、中野ザ・ポケット） - 語り手 役
- 少女☆歌劇 レヴュースタァライト -The LIVE 青嵐- BLUE GLITTER（2020年12月20日・24日・26日、天王洲銀河劇場） - 天堂真矢 役（日替わりゲスト）[9]
- 舞台「リバースヒストリカ」（2021年1月13日 - 17日、新宿村LIVE） - 大塚（信長）役
- 舞台「プロジェクト東京ドールズ THE GARDEN / SKY TOWER」（2021年2月20日 - 28日、シアター1010） - ミサキ 役
- 舞台「サイドウェイ」（2021年3月17日 - 25日、東京芸術劇場 シアターイースト） - テラ 役
- 舞台「純情ロマンチカ」（2021年4月29日 - 5月2日、草月ホール） - 相川絵理 役※緊急事態宣言発令に伴い全公演中止
- ナイスコンプレックス N32 フリーカル「YAhHoo!!!!」2021（2021年6月4日 - 6日、シアターサンモール / 6月12日 - 13日、チームスマイル・いわきPIT） - 西洋木蔦 役
- 少女☆歌劇 レヴュースタァライト -The LIVE- #3 Growth（2021年7月23日 - 8月1日、品川プリンスホテル ステラボール） - 天堂真矢 役
- 舞台「御手洗さん」（2021年9月29日 - 10月3日、俳優座劇場） - 間抜田かすみ　役
- 舞台「擾乱 THE PRINCESS OF SNOW AND BLOOD ～陽いづる雪月花編～」（2021年10月28日 - 11月7日、明治座） - 徳川暁子 役
- マウストラップ～ねずみとり～（2022年1月12日 - 23日、俳優座劇場） - モリー・ロールストン 役[10]
- 舞台版『誰ガ為のアルケミスト』-Last Blue 漆黒から、君ニ-（2022年2月20日 - 27日、新宿FACE） - ヤウラス 役
- 少女☆歌劇 レヴュースタァライト -Re LIVE- Reading Theatre 第1弾「田中ゆゆ子の古典落語劇場」（2022年6月5日、飛行船シアター）- 天堂真矢 役[11]
- 舞台「追想地獄変」 (2022年7月16日～24日、すみだパークシアター倉) - 芥川文子 役
- 舞台「朱の人」 (2022年4月13日  ～2022年4月17日、本多劇場 )
- 劇団時間制作-舞台「12人の淋しい親たち」（2022年09月22日 - 10月2日、東京芸術劇場 シアターイースト）-陪審員４号 役
- 少女☆歌劇 レヴュースタァライト -Re LIVE- Reading Theatre 第二弾「追奏～Session of Reminiscence～」（2022年12月3日、飛行船シアター） - 天堂真矢 役
- WBB vol21『いえないアメイジングファミリー』（2022年12月21日～12月24日、俳優座劇場）[10]
- 少女☆歌劇 レヴュースタァライト -The LIVE- #4 Climax（2023年2月25日 - 28日、東京建物 Brillia HALL） - 天堂真矢 役
- ナイスコンプレックス N33『ゲズントハイト〜お元気で〜』（2023年3月16日 - 21日、あうるすぽっと） - 小谷野智子 役[12][13]
- 舞台「漫才ギャング-リローデッド-」（2023年5月4日 - 21日、銀座博品館劇場 / 6月2日 - 4日、COOL JAPAN PARK OSAKA TTホール） - マヤ、ウエイトレス、後輩芸人 役
- キ上の空論 10周年記念公演『幾度の群青に溺れ』（2023年7月5日 - 9日、紀伊國屋ホール） - エマ 役
- Theater of Mystery VO.1『スターライドオーダー』（2023年9月15日 - 18日、ブルースクエア四谷） - しらたま 役
- 少女☆歌劇 レヴュースタァライト -Re LIVE- Reading Theatre 第四弾「遙かなるエルドラド」（2023年12月16日 - 17日、飛行船シアター） - 天堂真矢 役
- 『ブラック・ジャック』漫劇!! 手塚治虫 第5巻 The Fusion of Comics & Theater（2024年3月20日 - 24日、博品館劇場）[14]
- Daisy times produce『横浜キョンシーRENDEZ-VOUS』（2024年5月29日 - 6月2日、六行会ホール） - 早乙女ニュイ 役[15]
- Otona Project - Produce 演劇ユニット【爆走おとな小学生】舞台『カタバミ』（2024年6月19日 - 23日、シアターサンモール）[16]
- おぶちゃ Dance Stage『ナナナナ-七夕の夜に-』（2024年7月3日 - 7日、六行会ホール） - 西王母 役[17]
- 朗読劇舞台『永久保貴一の極めて怖い話 2024』（2024年8月10日、浅草花劇場）[18]
- キ上の空論 獣三作 三作め『緑園にて祈るその子が獣』（2024年9月11日 - 16日、本多劇場）[19]
- 笑いの実践集団 vol.2 リーディングアクト『他人地獄』〜ジャン＝ポール・サルトル『出口なし』より〜（2024年10月4日 - 6日、シアター・アルファ東京）[20]
- 少女☆歌劇 レヴュースタァライト -The MUSICAL- 別れの戦記（2024年11月9日 - 15日、品川プリンスホテル ステラボール） - 天堂真矢 役
- 朗読劇「刻め!秒針よりも速く!!」（2024年11月27日 - 12月1日、シアター・アルファ東京）[21]
- スタァライトSPECIAL３DAYS!!! 舞台朗読劇「遙かなるエルドラド・序章」（2024年12月21日、東京建物 Brillia HALL）[22]
- 浅草怪談屋敷 Vol.2『友人に誘われて…』（2025年1月13日、浅草花劇場）[23]
- 舞台「アサルトリリィ」-眞說・御台場迎撃戦-（2025年9月20日 - 25日、シアター1010） - 巫 役[24]

### テレビアニメ
- 星空へ架かる橋（2011年、女子、看護士、レポーター、店員）
- 猫神やおよろず（2011年、篠崎茜）
- 少女☆歌劇 レヴュースタァライト （2018年、天堂真矢[7]）
- 擾乱 THE PRINCESS OF SNOW AND BLOOD（2021年、下薗恭子）

### 劇場アニメ
- 少女☆歌劇 レヴュースタァライトシリーズ（2020年 - 2021年、天堂真矢[25]） - 2作品

### OVA
- 猫神やおよろず（2012年、篠崎茜）

### Webアニメ
- 少女☆寸劇 オールスタァライト （2019年、天堂真矢[26]）

### バラエティ
- シブスタ S.B.S.T
- アイドル漫画道場（エンタ!371）
- アニソンぷらす（テレビ東京）
- 富田といえば○○!（ニコニコ生放送/ニコジョッキー） ※競演安藤なつ放送終了
- スパローズのギリギリセーフ!?（2012年5月3日、ニコニコ生放送/ニコジョッキー）

### ラジオ
- 菜の花すみれと富田麻帆のサタデーナイトチャレンジ
- サンズRainbow Kiss（Kiss-FM KOBE）
- 富田麻帆のまほらばラジオ（IBC岩手放送ほか10局ネット、2011年10月 - ）

### ゲーム
- グローランサー（2009年、メルフィ）
- アイドルをつくろう！（2011年、呉井めい）
- BEYOND THE FUTURE - FIX THE TIME ARROWS -（2011年、ルヴェルチ[27]）
- 少女☆歌劇 レヴュースタァライト -Re LIVE-（2018年 - 2024年、天堂真矢[28]）
- 刀使ノ巫女 刻みし一閃の燈火（2019年、天堂真矢）
- 少女☆歌劇 レヴュースタァライト 舞台奏像劇 遙かなるエルドラド（2024年、天堂真矢[29]）

### DVD
- ましゅMAHO（2004年3月20日、ラインコミュニケーションズ）
- Pure Smile 富田麻帆（2004年5月20日、竹書房）
- IMPISH GIRLS-仲村・赤坂・富田（2004年8月27日、フロンティアワークス）
- 山岸伸デジタル写真集3 富田麻帆（2004年9月、ソフトバンククリエイティブ）ISBN 978-4797328776
- ｉｄｏｌ　ｃｏｍｐｌｅｔｅ　ＲＥＤ （2005年3月、テレビ東京）
- Mahoのまほ〜（2005年6月25日、BNS）
- GreenレーベルVol.2 まほの雫（2010年9月17日、竹書房）

### CM
- 湖池屋 「カラムーチョ」
- 湖池屋 「スッパムーチョ」
- 湖池屋 「しそムーチョ」[30]
- マクドナルド 「企業」
- バンダイ 「バストイレタリー」
- アサヒ飲料「三ツ矢サイダー 女子編」（2004年5月 - 2004年8月）
- 「早慶外語ゼミ」（2006年2月 - ）
- 松竹梅「今日は天の日篇 」（2008年3月 - ）
- 松竹梅「天の日は「男の料理」鰹篇」（2009年3月 - ）

### パチンコ・パチスロ
- L少女☆歌劇 レヴュースタァライト -The SLOT-（2025年、天堂真矢[31]）
- P少女☆歌劇 レヴュースタァライト ラッキートリガー4500（2025年、天堂真矢[32]）

## 書籍

### 写真集
- らぶっちょ（2003年8月、 学習研究社、撮影:木村晴）ISBN 978-4054021235
- Mahooooー!（2003年11月、アクアハウス、撮影:山岸伸）ISBN  978-4860460716
- 麻帆式（2004年5月、彩文館出版、撮影:小塚毅之）ISBN 978-4775600412

## ディスコグラフィ

### シングル
|     | 発売日         | タイトル                               | 規格品番  | 最高位 |
| --- | -------------- | -------------------------------------- | --------- | ------ |
| 1st | 2005年8月24日  | 晴れのちハレ!                          | VGR-1     | 56位   |
| 2nd | 2006年2月24日  | Wing of Destiny                        | BRDF-3068 | 62位   |
| 3rd | 2006年10月27日 | MA・MO・RU!                            | BRDF-3075 | 137位  |
| 4th | 2006年11月24日 | Wing of Destiny 〜Angel harp arrange〜 | BRDF-3076 | 110位  |
| 5th | 2006年12月6日  | Happy Flight                           | LACM-4322 | 59位   |
| 6th | 2007年4月25日  | 救世主 〜メシア〜                      | BRDF-3083 | 79位   |
| 7th | 2009年5月27日  | Crimson Star                           | KICM-1278 | 136位  |

### アルバム
|      | 発売日        | タイトル           | 規格品番   | 最高位 |
| ---- | ------------- | ------------------ | ---------- | ------ |
| 1st  | 2007年1月26日 | M                  | BRCF-3080  | 98位   |
| ミニ | 2011年5月25日 | ネ申曲を歌ってみた | TECD-20580 | 95位   |

### タイアップ曲
| 楽曲                                   | タイアップ                                                             | 時期   |
| -------------------------------------- | ---------------------------------------------------------------------- | ------ |
| 晴れのちハレ!                          | テレビアニメ「かみちゅ!」オープニングテーマ                            | 2005年 |
| Wing of Destiny                        | PS2用ソフト「ギャラクシーエンジェルII 絶対領域の扉」オープニングテーマ | 2006年 |
| 人魚の音色                             | PS2用ソフト「ギャラクシーエンジェルII 絶対領域の扉」イメージソング     | 2006年 |
| MA・MO・RU!                            | テレビアニメ「護くんに女神の祝福を!」オープニングテーマ                | 2006年 |
| 粉雪舞い降る公園で                     | テレビアニメ「護くんに女神の祝福を!」挿入歌                            | 2006年 |
| Wing of Destiny 〜Angel harp arrange〜 | PS2用ソフト「GALAXY ANGEL II 無限回廊の鍵」オープニングテーマ          | 2006年 |
| Happy Flight                           | テレビアニメ「ギャラクシーエンジェる〜ん」エンディングテーマ           | 2006年 |
| 救世主 〜メシア〜                      | オンラインゲーム「アクエリアンエイジ オルタナティブ」主題歌            | 2007年 |
| Crimson Star                           | PSP用ゲーム「グローランサー」2ndオープニングテーマ                     | 2009年 |
| リンクシンク                           | PSP「グローランサー」エンディングテーマ                                | 2009年 |

### キャラクターソング
| 発売日   | 商品名 | 歌 | 楽曲                                                                                     | 備考                                                                                     |
| 2017年   | 2017年 | 2017年 | 2017年                                                                                   | 2017年                                                                                   |
| -------- | --- | --- | ---------------------------------------------------------------------------------------- | ---------------------------------------------------------------------------------------- |
| 9月20日  | プロローグ -Star Divine-                                                                                              | スタァライト九九組 | 「Star Divine」 「舞台少女心得」 「願いは光になって」                                    | 舞台「少女☆歌劇 レヴュースタァライト -The LIVE- #1」劇中歌                               |
| 9月22日  | プリンシパル -Fancy You-                                                                                              | 天堂真矢（富田麻帆）、西條クロディーヌ（相羽あいな）、石動双葉（生田輝）、花柳香子（伊藤彩沙） | 「GANG☆STAR」                                                                            | 舞台「少女☆歌劇 レヴュースタァライト -The LIVE- #1」劇中歌                               |
| 2018年   | | |                                                                                          |                                                                                          |
| 3月7日   | スタァライトシアター                                                                                                  | スタァライト九九組 | 「スタァライトシアター」                                                                 | 舞台「少女☆歌劇 レヴュースタァライト -The LIVE- #1 revival」劇中歌                       |
| 3月7日   | スタァライトシアター                                                                                                  | スタァライト九九組 | 「Circle of the Revue」 「キラめきのありか」                                             | 舞台「少女☆歌劇 レヴュースタァライト」関連曲                                             |
| 7月18日  | 星のダイアローグ | スタァライト九九組 | 「星のダイアローグ」                                                                     | テレビアニメ「少女☆歌劇 レヴュースタァライト」オープニングテーマ                         |
| 7月18日  | 星のダイアローグ | スタァライト九九組 | 「ディスカバリー！」                                                                     | ゲーム「少女☆歌劇 レヴュースタァライト -Re LIVE-」主題歌                                 |
| 8月1日   | Fly Me to the Star | スタァライト九九組 | 「Fly Me to the Star」                                                                   | テレビアニメ「少女☆歌劇 レヴュースタァライト」エンディングテーマ                         |
| 8月1日   | Fly Me to the Star | スタァライト九九組 | 「よろしく九九組」 「ロマンティッククルージン」                                          | テレビアニメ「少女☆歌劇 レヴュースタァライト」関連曲                                     |
| 8月22日  | 少女☆歌劇 レヴュースタァライト 劇中歌アルバムVol.1 ラ レヴュー ド マチネ                                              | 愛城華恋（小山百代）、天堂真矢（富田麻帆） | 「誇りと驕り」                                                                           | テレビアニメ「少女☆歌劇 レヴュースタァライト」挿入歌                                     |
| 10月10日 | 99 ILLUSION! | スタァライト九九組 | 「99 ILLUSION!」 「Green Dazzling Light」                                                | 舞台「少女☆歌劇 レヴュースタァライト -The LIVE- #2 Transition」テーマソング              |
| 10月17日 | 少女☆歌劇 レヴュースタァライト 劇中歌アルバムVol.2 ラ レヴュー ド ソワレ                                              | 愛城華恋（小山百代）、神楽ひかり（三森すずこ）、天堂真矢（富田麻帆）、西條クロディーヌ（相羽あいな） | 「-Star Divine- フィナーレ」                                                             | テレビアニメ「少女☆歌劇 レヴュースタァライト」挿入歌                                     |
| 10月17日 | 少女☆歌劇 レヴュースタァライト 劇中歌アルバムVol.2 ラ レヴュー ド ソワレ                                              | 愛城華恋（小山百代）、星見純那（佐藤日向）、露崎まひる（岩田陽葵）、石動双葉（生田輝）、花柳香子（伊藤彩沙）、大場なな（小泉萌香）、西條クロディーヌ（相羽あいな）、天堂真矢（富田麻帆）                     | 「舞台少女心得 幕間」                                                                    | テレビアニメ「少女☆歌劇 レヴュースタァライト」挿入歌                                     |
| 10月17日 | 少女☆歌劇 レヴュースタァライト 劇中歌アルバムVol.2 ラ レヴュー ド ソワレ                                              | 天堂真矢（富田麻帆）、西條クロディーヌ（相羽あいな） | 「星摘みの歌」                                                                           | テレビアニメ「少女☆歌劇 レヴュースタァライト」挿入歌                                     |
| 10月17日 | 少女☆歌劇 レヴュースタァライト 劇中歌アルバムVol.2 ラ レヴュー ド ソワレ                                              | 天堂真矢（富田麻帆）、西條クロディーヌ（相羽あいな） | 「Fly Me to the Star #10」                                                               | テレビアニメ「少女☆歌劇 レヴュースタァライト」エンディングテーマ                         |
| 10月17日 | 少女☆歌劇 レヴュースタァライト 劇中歌アルバムVol.2 ラ レヴュー ド ソワレ                                              | 天堂真矢（富田麻帆）、星見純那（佐藤日向）、露崎まひる（岩田陽葵）、大場なな（小泉萌香）、西條クロディーヌ（相羽あいな）、石動双葉（生田輝）、花柳香子（伊藤彩沙）                                           | 「Fly Me to the Star #11」                                                               | テレビアニメ「少女☆歌劇 レヴュースタァライト」エンディングテーマ                         |
| 10月24日 | 少女☆歌劇 レヴュースタァライト BD第1巻特典CD                                                                          | スタァライト九九組 | 「My friend 〜Arrie〜」                                                                  | テレビアニメ「少女☆歌劇 レヴュースタァライト」関連曲                                     |
| 12月26日 | 少女☆歌劇 レヴュースタァライト BD第2巻特典CD                                                                          | スタァライト九九組 | 「You are a ghost, I am a ghost 〜劇場のゴースト〜」                                     | テレビアニメ「少女☆歌劇 レヴュースタァライト」関連曲                                     |
| 2019年   | | |                                                                                          |                                                                                          |
| 1月9日   | 約束タワー | スタァライト九九組 | 「約束タワー」 「舞台プレパレイション」                                                  | テレビアニメ「少女☆歌劇 レヴュースタァライト」関連曲                                     |
| 2月27日  | 少女☆歌劇 レヴュースタァライト BD第3巻特典CD                                                                          | スタァライト九九組 | 「恋は太陽 〜CIRCUS!〜」                                                                 | テレビアニメ「少女☆歌劇 レヴュースタァライト」関連曲                                     |
| 4月17日  | 百色リメイン | スタァライト九九組 | 「百色リメイン」 「Bright!Light!」                                                       | 舞台「少女☆歌劇 レヴュースタァライト -The LIVE- #2 Transition」関連曲                    |
| 4月17日  | 百色リメイン 真矢&クロディーヌver.                                                                                    | 天堂真矢（富田麻帆）、西條クロディーヌ（相羽あいな） | 「百色リメイン」                                                                         | 舞台「少女☆歌劇 レヴュースタァライト -The LIVE- #2 Transition」関連曲                    |
| 8月7日   | Star Diamond | スタァライト九九組 | 「Star Diamond」                                                                         | テレビアニメ「少女☆歌劇 レヴュースタァライト」関連曲                                     |
| 8月7日   | Star Diamond | スタァライト九九組 | 「舞台少女体操」                                                                         | Webアニメ「少女☆寸劇 オールスタァライト」主題歌                                          |
| 10月16日 | 少女☆歌劇 レヴュースタァライト レヴューアルバム ラ・レヴュー・エターナル                                              | 天堂真矢（富田麻帆）、大場なな（小泉萌香）、鳳ミチル（尾崎由香）、鶴姫やちよ（工藤晴香）、胡蝶静羽（佐々木未来）、恵比寿つかさ（加藤英美里）                                                                 | 「裏切りのクレタ」                                                                       | ゲーム「少女☆歌劇 レヴュースタァライト -Re LIVE-」関連曲                                 |
| 2020年   | | |                                                                                          |                                                                                          |
| 2月19日  | Star Parade | スタァライト九九組 | 「Star Parade」                                                                          | テレビアニメ「少女☆歌劇 レヴュースタァライト」関連曲                                     |
| 2月19日  | Star Parade | 愛城華恋（小山百代）、神楽ひかり（三森すずこ）、天堂真矢（富田麻帆）、西條クロディーヌ（相羽あいな） | 「純情アンクラシファイド」                                                               | テレビアニメ「少女☆歌劇 レヴュースタァライト」関連曲                                     |
| 9月9日   | 再生讃美曲 | スタァライト九九組 | 「再生讃美曲」                                                                           | 劇場アニメ「少女☆歌劇 レヴュースタァライト ロンド・ロンド・ロンド」主題歌                |
| 9月9日   | 再生讃美曲 | 愛城華恋（小山百代）、天堂真矢（富田麻帆） | 「誇りと驕り（movie ver.）」                                                             | 劇場アニメ「少女☆歌劇 レヴュースタァライト ロンド・ロンド・ロンド」挿入歌                |
| 9月9日   | 再生讃美曲 | 愛城華恋（小山百代）、神楽ひかり（三森すずこ）、西條クロディーヌ（相羽あいな）、天堂真矢（富田麻帆） | 「Star Diamond」                                                                         | 劇場アニメ「少女☆歌劇 レヴュースタァライト ロンド・ロンド・ロンド」挿入歌                |
| 12月9日  | BLUE ANTHEM | スタァライト九九組 | 「Re:PLAY」                                                                              | 舞台「少女☆歌劇 レヴュースタァライト -The LIVE 青嵐- BLUE GLITTER」関連曲                |
| 2021年   | | |                                                                                          |                                                                                          |
| 2月17日  | 不死鳥のフランメ | 天堂真矢（富田麻帆）、西條クロディーヌ（相羽あいな） | 「不死鳥のフランメ」                                                                     | ゲーム『少女☆歌劇 レヴュースタァライト -Re LIVE-』関連曲                                 |
| 2月24日  | 少女☆歌劇 レヴュースタァライト ロンド・ロンド・ロンド BD特典CD                                                        | スタァライト九九組 | 「素敵なドレス着させてよ」                                                               | 『少女☆歌劇 レヴュースタァライト』関連曲                                                 |
| 3月24日  | 少女☆歌劇 レヴュースタァライト ベストアルバム                                                                         | スタァライト九九組 | 「Polestar」                                                                             | 『少女☆歌劇 レヴュースタァライト』関連曲                                                 |
| 3月24日  | 少女☆歌劇 レヴュースタァライト ベストアルバム 限定盤特典CD                                                            | 愛城華恋（小山百代）、天堂真矢（富田麻帆）、大場なな（小泉萌香）、西條クロディーヌ（相羽あいな） | 「1等星のプロキオン」                                                                    | 『少女☆歌劇 レヴュースタァライト』関連曲                                                 |
| 3月24日  | 少女☆歌劇 レヴュースタァライト ベストアルバム 限定盤特典CD                                                            | 天堂真矢（富田麻帆）、西條クロディーヌ（相羽あいな） | 「Fancy You」                                                                            | 『少女☆歌劇 レヴュースタァライト』関連曲                                                 |
| 3月24日  | 少女☆歌劇 レヴュースタァライト ベストアルバム 限定盤特典CD                                                            | 神楽ひかり（三森すずこ）、天堂真矢（富田麻帆） | 「恋は太陽 〜CIRCUS!〜」                                                                 | 『少女☆歌劇 レヴュースタァライト』関連曲                                                 |
| 3月24日  | 少女☆歌劇 レヴュースタァライト ベストアルバム 限定盤特典CD                                                            | 天堂真矢（富田麻帆）、大場なな（小泉萌香） | 「追って追われてシリウス」                                                               | 『少女☆歌劇 レヴュースタァライト』関連曲                                                 |
| 3月24日  | 少女☆歌劇 レヴュースタァライト ベストアルバム 店舗別オリジナル特典CD 真矢・クロディーヌ 歌い分けver.                  | 天堂真矢（富田麻帆）、西條クロディーヌ（相羽あいな） | 「Polestar」                                                                             | 『少女☆歌劇 レヴュースタァライト』関連曲                                                 |
| 6月30日  | 私たちはもう舞台の上                                                                                                  | スタァライト九九組 | 「私たちはもう舞台の上」                                                                 | 劇場アニメ『劇場版 少女☆歌劇 レヴュースタァライト』主題歌                                |
| 7月14日  | サイカイ合図 | スタァライト九九組 | 「サイカイ合図」                                                                         | 舞台『少女☆歌劇 レヴュースタァライト -The LIVE-#3 Growth』主題歌                         |
| 7月14日  | サイカイ合図 | スタァライト九九組 | 「青春トラベラー」                                                                       | 舞台『少女☆歌劇 レヴュースタァライト -The LIVE-#3 Growth』関連曲                         |
| 7月21日  | 劇場版 少女☆歌劇 レヴュースタァライト 劇中歌アルバムVol.1                                                             | 天堂真矢（富田麻帆）、西條クロディーヌ（相羽あいな） | 「美しき人 或いは其れは」                                                                | 劇場アニメ『劇場版 少女☆歌劇 レヴュースタァライト』挿入歌                                |
| 12月22日 | 劇場版 少女☆歌劇 レヴュースタァライト BD特典CD                                                                        | スタァライト九九組 | 「舞台裏のレヴュー」                                                                     | 劇場アニメ『劇場版 少女☆歌劇 レヴュースタァライト』挿入歌                                |
| 2022年   | | |                                                                                          |                                                                                          |
| 9月21日  | レヴューアルバム アルカナ・アルカディア                                                                               | 鶴姫やちよ（工藤晴香）、天堂真矢（富田麻帆）、大月あるる（潘めぐみ）、愛城華恋（小山百代） | 「星の少女、月に少女」                                                                   | ゲーム『少女☆歌劇 レヴュースタァライト -Re LIVE-』関連曲                                 |
| 2023年   | | |                                                                                          |                                                                                          |
| 2月22日  | 綺羅星ディスタンス | スタァライト九九組 | 「綺羅星ディスタンス」                                                                   | 舞台『少女☆歌劇 レヴュースタァライト -The LIVE-#4 Climax』主題歌                         |
| 2月22日  | 綺羅星ディスタンス | スタァライト九九組 | 「キャラメリーゼフィナーレ」                                                             | 舞台『少女☆歌劇 レヴュースタァライト -The LIVE-#4 Climax』関連曲                         |
| 2024年   | | |                                                                                          |                                                                                          |
| 6月26日  | Star Darling | スタァライト九九組 | 「Star Darling」                                                                         | ゲーム『少女☆歌劇 レヴュースタァライト 舞台奏像劇 遙かなるエルドラド』オープニング主題歌 |
| 6月26日  | Star Darling | スタァライト九九組 | 「舞台に恋して」                                                                         | ゲーム『少女☆歌劇 レヴュースタァライト 舞台奏像劇 遙かなるエルドラド』関連曲             |
| 9月18日  | 「少女☆歌劇 レヴュースタァライト 舞台奏像劇 遙かなるエルドラド」劇中歌アルバム                                        | スタァライト九九組 | 「窓辺のハイライト」                                                                     | ゲーム『少女☆歌劇 レヴュースタァライト 舞台奏像劇 遙かなるエルドラド』劇中歌             |
| 9月18日  | 「少女☆歌劇 レヴュースタァライト 舞台奏像劇 遙かなるエルドラド」劇中歌アルバム                                        | 花柳香子（伊藤彩沙）、天堂真矢（富田麻帆） | 「復讐の剣（香子×真矢ver.）」 「LIFE IS LIKE A VOYAGE（香子×真矢ver.）」                 | ゲーム『少女☆歌劇 レヴュースタァライト 舞台奏像劇 遙かなるエルドラド』劇中歌             |
| 9月18日  | 「少女☆歌劇 レヴュースタァライト 舞台奏像劇 遙かなるエルドラド」劇中歌アルバム 店舗別オリジナル特典CD きゃにめ Ver.   | 天堂真矢（富田麻帆）、花柳香子（伊藤彩沙） | 「復讐の剣（真矢×香子ver.）」 「LIFE IS LIKE A VOYAGE（真矢×香子ver.）」                 | ゲーム『少女☆歌劇 レヴュースタァライト 舞台奏像劇 遙かなるエルドラド』劇中歌             |
| 9月18日  | 「少女☆歌劇 レヴュースタァライト 舞台奏像劇 遙かなるエルドラド」劇中歌アルバム 店舗別オリジナル特典CD アニメイト Ver. | 天堂真矢（富田麻帆）、西條クロディーヌ（相羽あいな） | 「復讐の剣（真矢×クロディーヌver.）」 「LIFE IS LIKE A VOYAGE（真矢×クロディーヌver.）」 | ゲーム『少女☆歌劇 レヴュースタァライト 舞台奏像劇 遙かなるエルドラド』劇中歌             |
| 9月18日  | 「少女☆歌劇 レヴュースタァライト 舞台奏像劇 遙かなるエルドラド」劇中歌アルバム 店舗別オリジナル特典CD アニメイト Ver. | 西條クロディーヌ（相羽あいな）、天堂真矢（富田麻帆） | 「復讐の剣（クロディーヌ×真矢ver.）」 「LIFE IS LIKE A VOYAGE（クロディーヌ×真矢ver.）」 | ゲーム『少女☆歌劇 レヴュースタァライト 舞台奏像劇 遙かなるエルドラド』劇中歌             |
| 9月18日  | 「少女☆歌劇 レヴュースタァライト 舞台奏像劇 遙かなるエルドラド」劇中歌EP                                              | スタァライト九九組 | 「PRIDE」                                                                                | ゲーム『少女☆歌劇 レヴュースタァライト 舞台奏像劇 遙かなるエルドラド』劇中歌             |
| 9月18日  | 「少女☆歌劇 レヴュースタァライト 舞台奏像劇 遙かなるエルドラド」劇中歌EP                                              | 神楽ひかり（三森すずこ）、天堂真矢（富田麻帆） | 「白鳥のセレナーデ～銀河夜語より～」                                                     | ゲーム『少女☆歌劇 レヴュースタァライト 舞台奏像劇 遙かなるエルドラド』関連曲             |
| 11月9日  | 別れの戦記/Baby Blue                                                                                                  | 天堂真矢（富田麻帆）、花柳香子（伊藤彩沙）、愛城華恋（小山百代）、露崎まひる（岩田陽葵）、大場なな（小泉萌香）、石動双葉（生田輝）、柳小春（七木奏音）、西條クロディーヌ（相羽あいな）、星見純那（佐藤日向） | 「別れの戦記」                                                                           | 舞台『少女☆歌劇 レヴュースタァライト -The MUSICAL- 別れの戦記』主題歌                    |

### ユニットメンバー
1. 1 2 3 4 5 6 7 8 9 10 11 12 13 14 15  愛城華恋（小山百代）、神楽ひかり（三森すずこ）、天堂真矢（富田麻帆）、星見純那（佐藤日向）、露崎まひる（岩田陽葵）、大場なな（小泉萌香）、西條クロディーヌ（相羽あいな）、石動双葉（生田輝）、花柳香子（伊藤彩沙）